# (153) Hilda
(153) Hilda es un asteroide perteneciente al cinturón exterior de asteroides descubierto el 2 de noviembre de 1875 por Johann Palisa desde el observatorio de Pula, Croacia.
Está nombrado en honor de una hija del astrónomo austriaco Theodor von Oppolzer (1841-1886).

## Características
Hilda es de clase P y su diámetro es de unos 220 km. Da nombre a una familia de asteroides llamados grupo de Hilda.